# Ad Dekkers (beeldhouwer)
Adriaan (Ad) Dekkers (Nieuwpoort (Zuid-Holland), 21 maart 1938 – Gorinchem, 27 februari 1974) was een Nederlandse beeldhouwer die bekend werd door zijn reliëfs en grote abstract-geometrische werken.

## Leven en werk
Dekkers studeerde van 1954 tot 1958 aan de afdeling publiciteit van de Academie voor Beeldende Kunsten en Technische Wetenschappen in Rotterdam. Na zijn afstuderen wilde hij geen loopbaan in het reclamevak, maar beeldend kunstenaar worden.
Dekkers was een exponent van de abstract-geometrische en concrete kunst en het beeldend denken uit '60. Hierbij bouwde hij voort op De Stijl en Bauhaus, maar koos een eigen koers in kleur en materiaalkeuze. Hij nam in 1967 deel aan de Biënnale van São Paulo in Brazilië en in 1968 werd hij uitgenodigd voor Documenta 4 in de Duitse stad Kassel.
Hij woonde en werkte in de jaren 1960 en 70 in Gorinchem. Omdat hij niet kon leven met zijn manische depressiviteit, benam hij zich in 1974 het leven, vóór de realisering van verscheidene door hem ontworpen werken, waaronder zijn grootste: Gebroken cirkel in Amsterdam.

## Werken (selectie)
De werken van Ad Dekkers zijn onder andere te vinden in:
- Variaties op cirkels IV (1965-1966) Rijksmuseum Amsterdam
- Gorinchem, een in beton uitgevoerd beeld waarbij is uitgegaan van de karakteristieke maatverhoudingen 1:2:3:4, werd in 1974 gemaakt. Het beeld was het vignet van het Symposion 1974 en 2005.
- Calderara Foundation Collection in Milaan
- 1e fase van cirkel naar vierkant (1968) Stedelijk Museum Amsterdam
- Palazzo Cavour in Turijn
- Wandreliëf bij de entree van het Kröller-Müller Museum in Otterlo
- Twee cirkels langs de Rijksweg A12 bij Gouda
- Tegelreliëf Ad Dekkers ROC ID College, Gouda, verplaatst naar park van Bruns in Bergeijk
- Vignet uitgevoerd als sculptuur Ad Dekkers ROC ID College, Gouda
- Vloerreliëfs op de campus van de Technische Universiteit Eindhoven
- Een kwart cirkel (1983), Oranjepark in Dordrecht - herplaatst in 1999
- Gebroken cirkel (1976), aanvankelijk Mauritskade, later Transformatorweg in Amsterdam
- Honderden kartonnen voorstudies voor reliëfs worden beheerd door de Rijksdienst voor het Cultureel Erfgoed
- Cirkel in ontwikkeling naar vierkant (1970), Crematorium Daelwijck Utrecht
- Vierkant met sector (1968), vier exemplaren waarvan een in het Stedelijk Museum Amsterdam en een in Villa Eikenhorst (woning koning Willem-Alexander en koningin Máxima).[2]

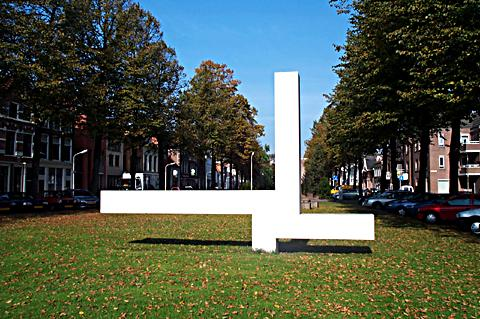
Sculptuur in Gorinchem
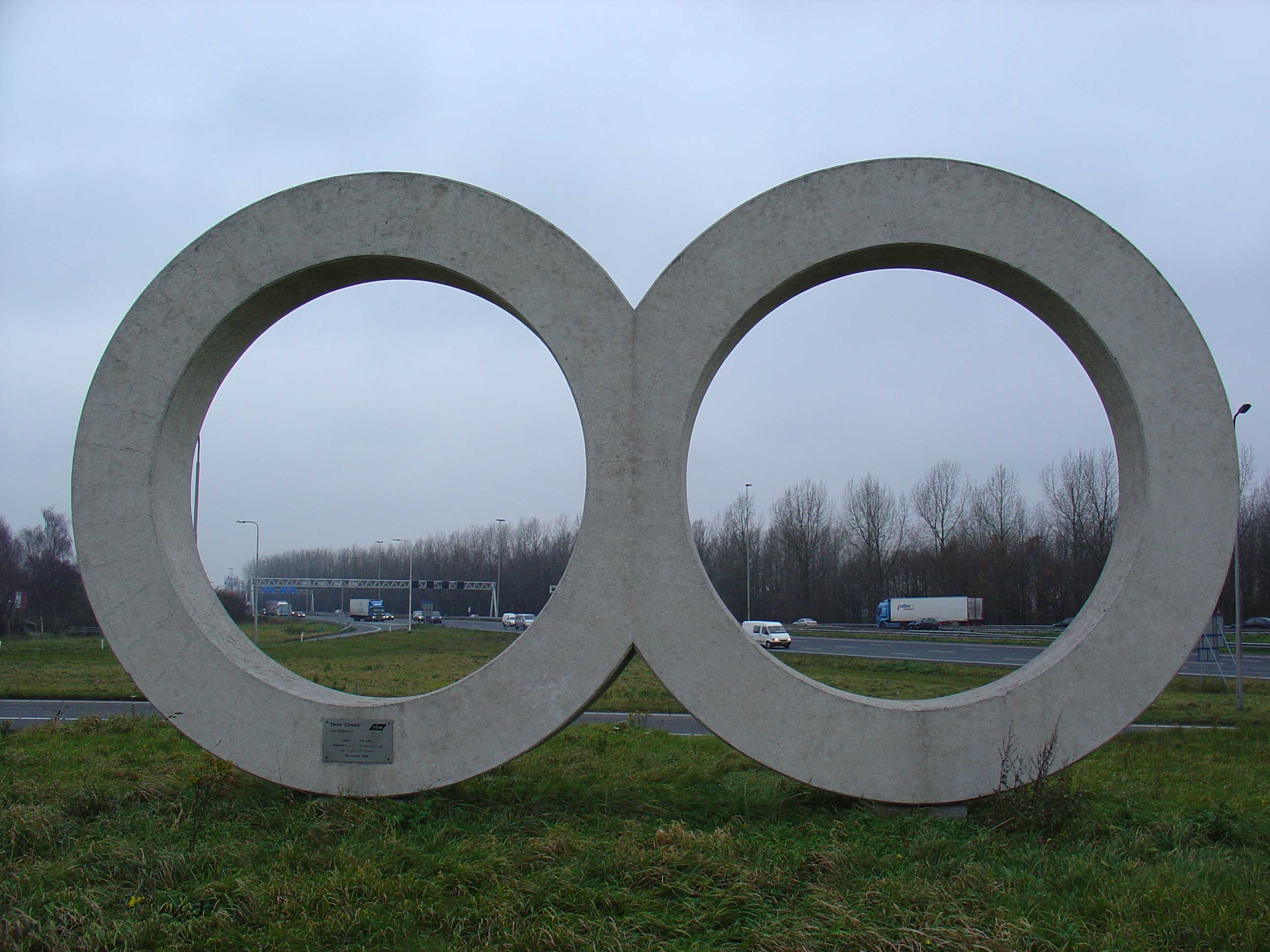
Twee cirkels langs de rijksweg A12 bij Gouda
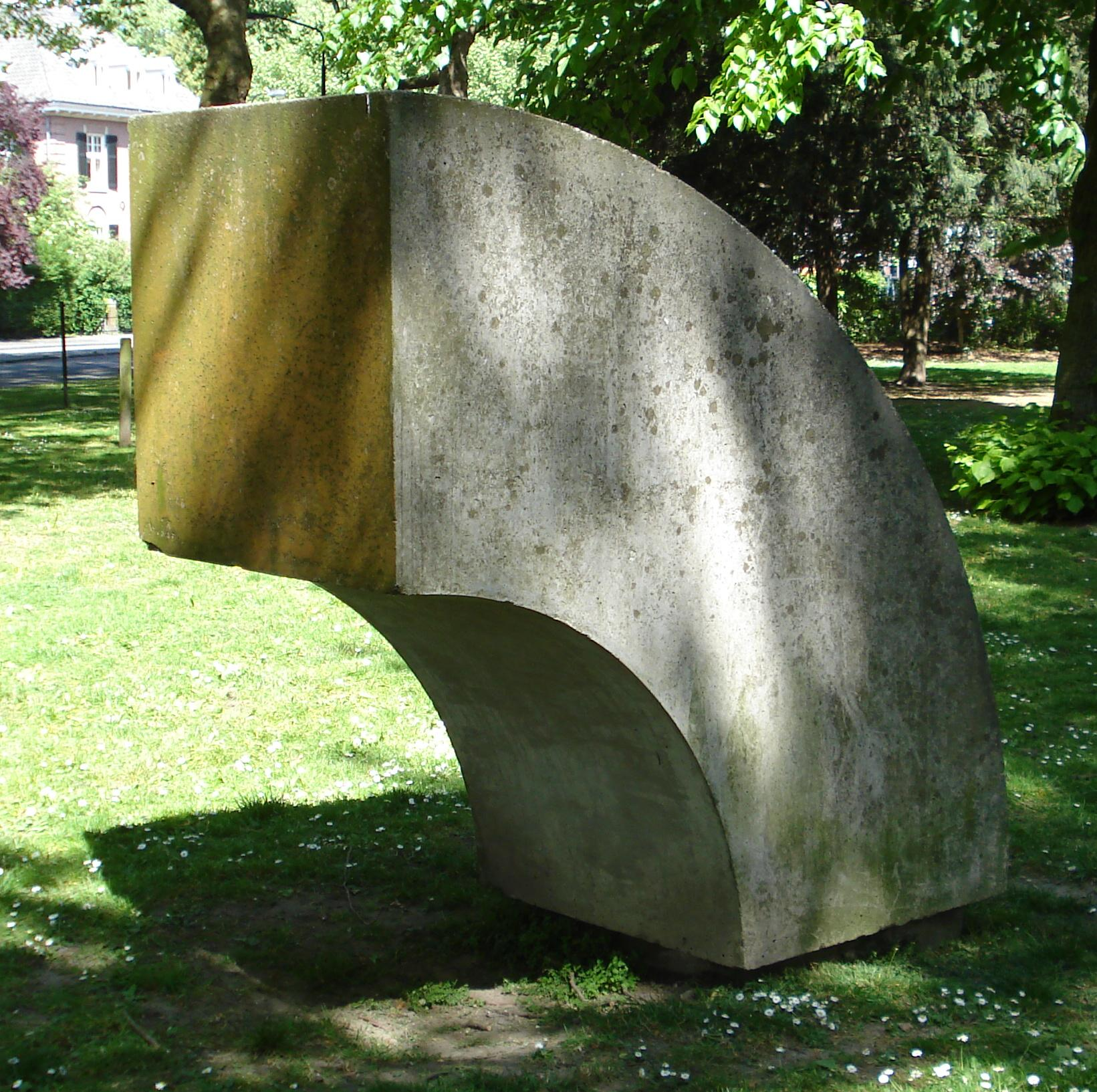
Een kwart cirkel in Dordrecht
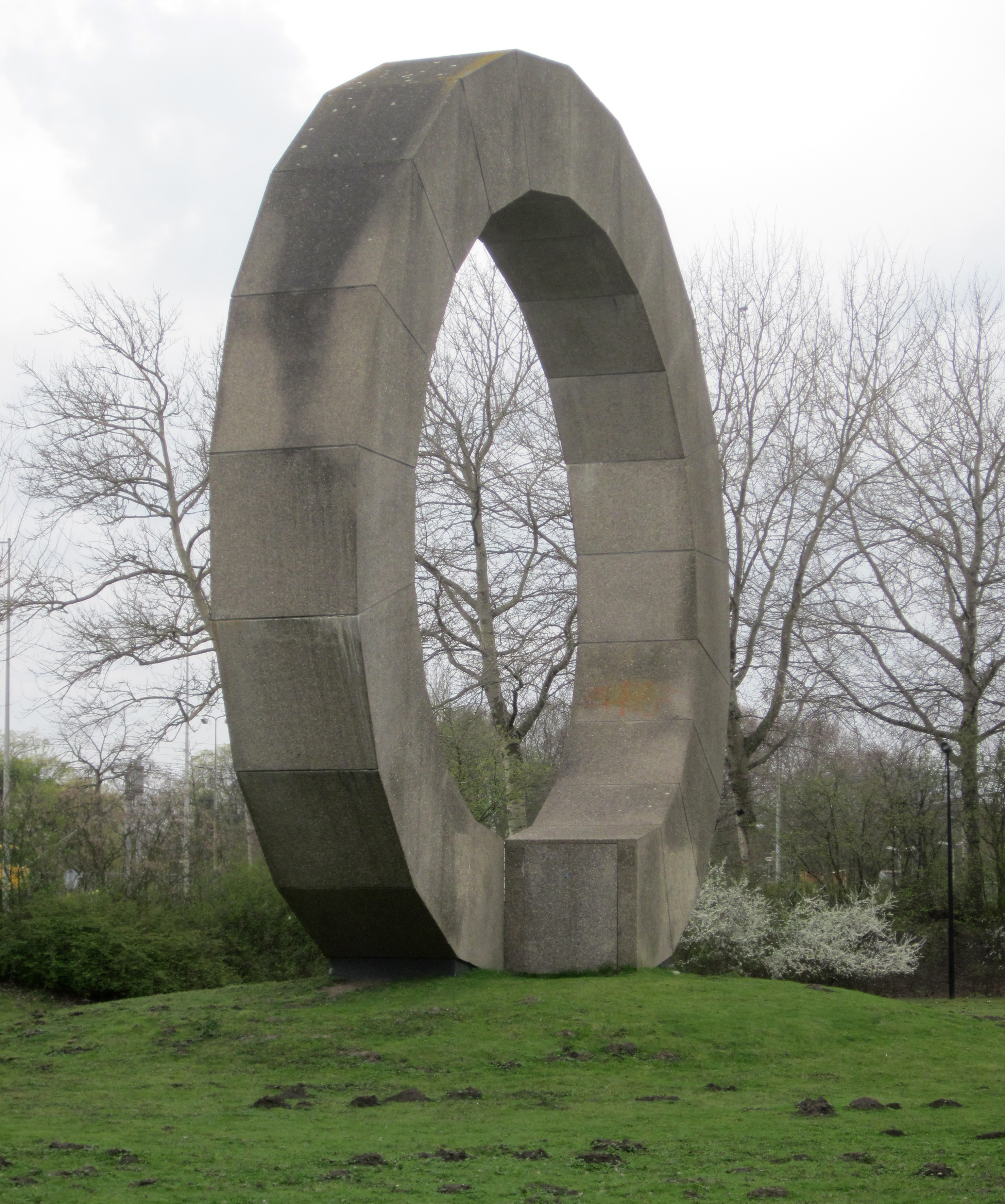
Gebroken cirkel in Amsterdam

## Postume tentoonstellingen
- 1998 Stedelijk Museum in Amsterdam[3]
- 2008 H48 Gallery[4], Nieuwpoort: A.D. 2008 - Ad Dekkers
- 2009 Gorcums museum
- 2009 Heden, Den Haag (lijntekeningen)
- 2014 Hedge House, Wijlre
- 2015 Musée d'art et d'histoire de Cholet, Cholet
- 2021 Gallery Závodný, Mikulov